# Philipp Spitta
Philipp Spitta   (Wechold, 27 de desembre de 1841 - Berlín, 13 d'abril de 1894) fou un musicòleg alemany, conegut per ser autor d'una extensa biografia de Bach.
Fill del pastor protestant Karl Johann Philipp, estudià piano, orgue i composició amb Molcki. Per influència paterna, anà a estudiar teologia a la Universitat de Göttingen, on també assistí a classes d'història antiga i d'història de la música i acabà estudiant filologia clàssica. De 1864 a 1866 va ser professor en un institut d'ensenyament secundari (Gymnasium) A Reval (actualment, Tallinn) i després a Sonderhausen, on va establir amistat amb Max Bruch i va escriure el primer volum de la biografia de Bach.
Després visqué a Leipzig, on va anar per documentar-se per continuar la biografia de Bach i, junt amb Alfred Volkland i Franz von Holstein, fou un dels fundadors de la Bach-Verein (1874). L'any següent s'establí a Berlín, on desenvolupà de manera molt activa la professió de musicòleg. Fou nomenat professor de ciències musicals de la Universitat de Berlín, càrrec en el qual, un any després de la seva mort (1895) va succeir-lo el seu ex-alumne Oskar Fleischer (1856-1933). L'any 1891 arribà a Conseller d'Estat. A Berlín també va ser professor i director administratiu de la Hochschule für Musik.
El seu profund i ja manifestat interès per la figura de Bach donà els seus fruit en una monumental biografia del compositor d'Eisenach: dos volums, publicats el primer el 1873 i el segon el 1880 (de l'obra, titulada J.S.Bach, en sortí en una edició reduïda el 1930). Malgrat les actuals perspectives critiques i el profund coneixement de Bach, aquest treball segueix conservant la seva importància per la riquesa documental i el rigor amb que es tracta la figura del compositor.
Altres treballs de Spitta són l'Opera omnia de Heinrich Schütz, les composicions per a orgue de Dietrich Buxtehude (2 volums i algunes peces de Frederic II (4 volums). A més, tingué una especial comprensió de l'art d'autors contemporanis seus abans que fossin reconeguts universalment, entre els quals Brahms i Schumann. A propòsit de Brahms, amb qui va mantenir correspondència, és famosa la seva afirmació:
| « | Per a mi Brahms és un gran artista i penso que tothom haurà de compartir aquesta meva opinió | » |

Junt amb Friedrich Chrysander i Guido Adler, Spitta fundà la revista de música Vierteljahrsschrift für Musikwissenschaft (1885-1894) i fou un dels iniciadors de la sèrie Denkmäler Deutscher Tonkunst (els monumenta musicae alemanys).
El 1892 els seus assaigs més importants, apareguts abans de les revistes mencionades, foren recopilats en un volum titulat Zur Musik. Altres escrits seus, de gran valor crític i musicològic, es publicaren el 1892 a Berlín en un llibre titulat Musikgeschichtliche Aufsaetze. Al seu voltant es creà una gran escola musicològica, de la qual formaren part Adolf Sandberger, Michael Friedländer, Emil Vogel, Peter Wagner i Max Seiffert. També foren alumnes seus Johannes Wolf i l'organista alemany Richard Bartmuß.